# Lupettiana spinosa
Lupettiana spinosa är en spindelart som först beskrevs av Bryant 1948.  Lupettiana spinosa ingår i släktet Lupettiana och familjen spökspindlar. Inga underarter finns listade i Catalogue of Life.